# Моранья
Моранья (гал. Moraña, ісп. Moraña) — муніципалітет в Іспанії, у складі автономної спільноти Галісія, у провінції Понтеведра. Населення — 4411 осіб (2009).
Муніципалітет розташований на відстані близько 470 км на північний захід від Мадрида, 15 км на північний схід від Понтеведри.
Муніципалітет складається з таких паррокій: Аміль, Косойрадо, Гаргантанс, Ламас, Лахе, Ребон, Сайянс, Сан-Лоренсо-де-Моранья, Санта-Хуста-де-Моранья.

## Демографія
Динаміка населення (INE ):

## Галерея зображень

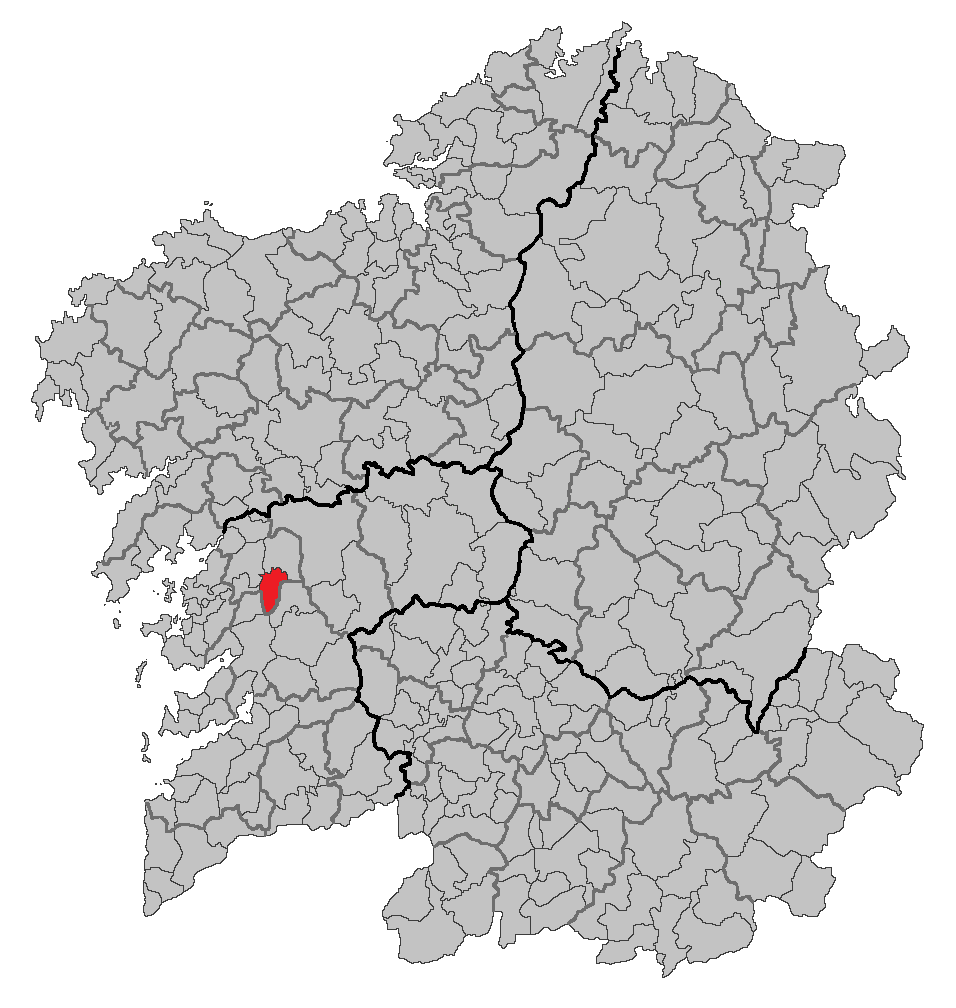
Розташування муніципалітету